# العلاقات الصومالية المصرية
العلاقات الصومالية المصرية هي العلاقات الثنائية التي تجمع بين الصومال ومصر.
في 23 يناير 2025، أعلنت مصر والصومال توقيع إعلان مشترك يهدف إلى تعزيز العلاقات الثنائية ورفعها إلى مستوى "الشراكة الاستراتيجية"، بالإضافة إلى توقيع عدد من مذكرات التفاهم بين البلدين.
وفقاً لبيان صادر عن الرئاسة المصرية، استقبل الرئيس المصري عبد الفتاح السيسي نظيره الصومالي حسن شيخ محمود في القاهرة، حيث بحث الجانبان سبل تعزيز التعاون المشترك. كما تم التأكيد على أهمية تكثيف الجهود للحفاظ على الأمن والاستقرار في منطقة البحر الأحمر، مع الإشارة إلى أن استقرار الصومال يعد جزءاً أساسياً من الأمن القومي المصري.

## مقارنة بين البلدين
هذه مقارنة عامة ومرجعية للدولتين:
| وجه المقارنة                                              | الصومال                        | مصر           |
| --------------------------------------------------------- | ------------------------------ | ------------- |
| المساحة (كم2)                                             | 637.66 ألف                     | 1.01 مليون    |
| عدد السكان (نسمة)                                         | 14.74 مليون                    | 94.80 مليون   |
| الكثافة السكانية (ن./كم²)                                 | 23.12                          | 93.86         |
| العاصمة                                                   | مقديشو                         | القاهرة       |
| اللغة الرسمية                                             | اللغة الصومالية، اللغة العربية | اللغة العربية |
| العملة                                                    | شلن صومالي                     | جنيه مصري     |
| الناتج المحلي الإجمالي (بليون دولار)                      | 7.37 مليار                     | 235.37 مليار  |
| الناتج المحلي الإجمالي (تعادل القوة الشرائية) بليون دولار |                                | 998.67 مليار  |
| الناتج المحلي الإجمالي الاسمي للفرد دولار أمريكي          | 549                            | 3.61 ألف      |
| الناتج المحلي الإجمالي للفرد دولار أمريكي                 |                                |               |
| مؤشر التنمية البشرية                                      |                                | 0.690         |
| رمز المكالمات الدولي                                      | +252                           | +20           |
| رمز الإنترنت                                              | .so                            | .eg، .مصر     |
| المنطقة الزمنية                                           | ت ع م+03:00                    | ت ع م+02:00   |

## منظمات دولية مشتركة
يشترك البلدان في عضوية مجموعة من المنظمات الدولية، منها:
| علم المنظمة | اسم المنظمة                                 | تاريخ انضمام الصومال | تاريخ انضمام مصر |
| ----------- | ------------------------------------------- | -------------------- | ---------------- |
|             | الأمم المتحدة                               | 20 سبتمبر 1960       | 24 أكتوبر 1945   |
|             | الفريق المعني برصد الأرض                    | ?                    | فبراير 2005      |
|             | جامعة الدول العربية                         | 14 فبراير 1974       | 22 مارس 1945     |
|             | صندوق النقد العربي                          | ?                    | 27 أبريل 1976    |
|             | منظمة التعاون الإسلامي                      | ?                    | 25 سبتمبر 1969   |
|             | منظمة الشرطة الجنائية الدولية               | ?                    | 7 سبتمبر 1923    |
|             | الاتحاد الأفريقي                            | ?                    | 9 يوليو 2002     |
|             | البنك الإفريقي للتنمية                      | ?                    | 10 سبتمبر 1964   |
|             | الصندوق العربي للإنماء الاقتصادي والاجتماعي | ?                    | 16 مايو 1968     |
|             | مؤسسة التنمية الدولية                       | 31 أغسطس 1962        | 26 أكتوبر 1960   |
|             | يونسكو                                      | 15 نوفمبر 1960       | 22 يناير 1947    |
|             | الاتحاد البريدي العالمي                     | ?                    | ?                |
|             | البنك الدولي للإنشاء والتعمير               | 31 أغسطس 1962        | 27 ديسمبر 1945   |
|             | الاتحاد الدولي للاتصالات                    | 28 سبتمبر 1962       | 9 ديسمبر 1876    |
|             | مؤسسة التمويل الدولية                       | 31 أغسطس 1962        | 20 يوليو 1956    |
|             | المركز الدولي لتسوية المنازعات الاستشارية   | 30 مارس 1968         | 2 يونيو 1972     |

## وصلات خارجية
- موقع وزارة الخارجية الصومالية
- موقع وزارة الخارجية المصرية